# Tall Ghazal
Tall Ghazal (arab. تل غزال) – wieś w Syrii, w muhafazie Aleppo, w dystrykcie Ajn al-Arab. W 2004 roku liczyła 1142 mieszkańców.